# Вулиця Сопіна (Мелітополь)
Вулиця Сопіна — вулиця в Мелітополі. Починається від вулиці Гризодубової, йде на північ, переривається багатоповерховою забудовою, продовжується окремим відрізком від вулиці Олександра Тишлера до вулиці Чкалова.

## Назва
Вулиця названа на честь Героя Радянського Союзу Сопіна Іллі Івановича, учасника звільнення Мелітополя від німецької окупації у Німецько-Радянській війні.

## Історія
21 березня 1947 року був затверджений ескіз плана нової вулиці під назвою Паралельна.
15 квітня 1965 року перейменована на вулицю Сопіна.

## Об'єкти
- Навчально-виховний комплекс № 16